# François Mairesse
François Mairesse, né en 1968 à Bruxelles, professeur à l'université Sorbonne Nouvelle - Paris 3, est un muséologue d’origine belge. Il est auteur de nombreux ouvrages et articles consacrés à la muséologie, la médiation culturelle et l'économie de la culture. Depuis 2019, François Mairesse est titulaire de la Chaire UNESCO pour l'étude de la diversité muséale et son évolution.

## Biographie
Après des études à l’université libre de Bruxelles (ULB - Solvay Brussels school of Economics and Management) avec notamment Victor Ginsburgh, François Mairesse obtient le grade d’ingénieur de gestion. Il suit ensuite une formation d’histoire de l’art et soutient dans cette discipline une thèse de doctorat (1998, Le vouloir et le valoir. Pour une réflexion globale sur le projet muséal). Parallèlement, il complète sa formation en muséologie à l'Université d'Amsterdam ainsi qu'à l’École internationale d’été de muséologie (ISSOM) de Brno (République tchèque) en 1995, sous la direction de Z. Z. Stránský. Ce cursus universitaire aboutira à l'obtention de l’habilitation à diriger des recherches (HDR), soutenue à l’université Lyon III Jean Moulin en 2008.
Après son cursus universitaire, il est attaché au cabinet du ministre président de la communauté de Wallonie-Bruxelles (Belgique), Hervé Hasquin, puis il prend la direction du musée royal de Mariemont de 2002 à 2010. Il accompagne le développement et la fréquentation du musée, qui obtient le Prix des Musées pour la Wallonie en 2007.
En 2009, François Mairesse est élu membre de la Classe technologie et société de l’Académie royale de Belgique. Il succède à Michel Colardelle à la chaire de muséologie de l’École du Louvre en 2010.
Souhaitant se consacrer à la recherche et à l'enseignement, François Mairesse est nommé professeur d’économie de la culture à l’université Sorbonne Nouvelle - Paris 3 en 2010. Il y dirige le département de médiation culturelle de 2012 à 2015, et est vice-président de l'Université entre 2015 et 2017. Il crée le Master 2 Musées et nouveaux médias en 2014. François Mairesse s'implique activement dans la création en 2019 de la Chaire UNESCO pour l'étude de la diversité muséale et son évolution, dont il devient le titulaire. C'est dans ce cadre qu'il rédige pour l'UNESCO plusieurs rapports, notamment sur l'impact de la pandémie covid-19 sur les musées dans le monde.

## Musée et muséologie
C'est principalement comme muséologue que se définit François Mairesse. C'est dans cette perspective qu'il prépare sa thèse de doctorat et intègre le Conseil international des musées (ICOM), et plus précisément le comité pour la muséologie de l'ICOM (ICOFOM), qu'il préside de 2013 à 2019. Durant cette période, il organise plusieurs colloques, notamment à Paris, Cuba et Téhéran, et participe activement au débat sur la définition du musée.
Dès 1996, François Mairesse publie de nombreux articles dans plusieurs revues, notamment dans Icofom Study Series, revue de l'ICOFOM, Museum International, revue de l'UNESCO, et dans Culture et Musées. En 2000, il est associé aux travaux de définition des concepts clés de la muséologie, dirigés par André Desvallées. Avec ce dernier, il édite plusieurs ouvrages fondamentaux pour la discipline : Vers une redéfinition du musée (Paris, l'Harmattan, 2007), les concepts clés de la muséologie (Paris, Armand Colin/Icom, 2010) et le Dictionnaire encyclopédique de muséologie (Paris, Armand Colin, 2011). Aux éditions L'Harmattan, il co-dirige la collection Muséologies avec Michel Van Praët ainsi que la collection Les cahiers de la médiation culturelle avec Bruno Péquignot.
Avec Jean-Michel Tobelem, François Mairesse est l’un des premiers muséologues francophones à s’être penché sur la question de la gestion économique et financière des musées.

### Grands thèmes
La problématique initiale, qui sert de fil conducteur à l’ensemble, est le concept de projet muséal et de son évaluation. Mairesse part de références plus anciennes, et notamment des travaux des muséologues américains Brown Goode et Dana. La nature particulière de chacun des projets mis en œuvre par les différents musées permettra l’établissement d’une typologie, car le projet muséal est loin d’être univoque et figé.
Deux axes complémentaires structurent cette pensée : (1) d’abord la contradiction entre deux types de projets, la vocation de temple du musée, qui s’appuie sur l’injonction très ancienne de sauvegarde des collections, et celle de théâtre, qui s’enracine notamment dans l’œuvre du médecin anversois Samuel Quiccheberg, et se concrétisera tout particulièrement au XXe siècle avec la fondation spectaculaire de Beaubourg, d’où le titre énigmatique du premier livre Le Musée, temple spectaculaire (2002) ; et, d’autre part (2), la délicate articulation de cette institution avec le contexte économique et politique, conditionnant sa survie, qui sera exposée quelques années plus tard dans Le Musée hybride (2010).

### Culte et spectacle
C’est en quête d’une détermination du projet muséal que s’ébauche cette histoire du musée depuis les origines antiques qui ont défini sa première mission, consacrée principalement à la réunion et à la sauvegarde des richesses de la culture et de la nature. D’abord concentré sur les collections, le musée s’est ainsi érigé en temple, devenant ainsi à la fois instrument et objet de culte. A propos du culte dans les musées, François Mairesse publie en 2014 Le culte des musées, dans il met en relation le musée et les lieux de culte. L’autre versant de l’institution muséale est de montrer, même de tout montrer, aspect théâtral qui s’est révélé progressivement, de façon plus tardive, à partir de la Renaissance et qui constituera probablement l’aspect le plus significatif des musées de l’époque contemporaine. Ainsi compris, le projet muséal se retrouvera dans des figures que l’on n’aurait pas pu imaginer initialement comme, par exemple au XXe siècle, la radio et la télévision, ces mémoires collectives elles aussi destinées à conserver et à montrer,. Mais pour F. Mairesse, la dimension spectaculaire du musée n’apparaît pleinement qu’au XXe siècle entraînant avec elle une véritable révolution : « Le spectaculaire muséal opère la fusion entre ces trois éléments : rôle de l’État, rapport de survie entre masses et institutions, rôle de la technique. »
Cette révolution lui semble autrement radicale, quoique moins explicite, que celles de la Nouvelle muséologie ou celle de la muséologie scientifique, car elle répond à une mutation sociale. Or le spectaculaire propre à notre époque, celui de Beaubourg ou du Guggenheim de Bilbao ou même celui du grand Louvre avec sa célèbre pyramide, en même temps qu’il est visuel est aussi technique et répond à un souci de rationalisation, car il faut générer suffisamment de recettes pour fonctionner, ce qui soulève le problème d’une possible autosuffisance. Il est également événementiel et se traduit par une inflation des expositions temporaires destinées à satisfaire le goût du public pour le renouvellement. Il est enfin ludique et rejoint par cet aspect les parcs d’attractions comme Disneyland. Avec cette dimension spectaculaire, le problème du financement du musée et de la culture en général passe désormais au premier plan.

### Machine hybride
Ce premier axe, fruit d’une histoire complexe et mouvementée, est donc indissociable de l’autre aspect auquel il renvoie inexorablement, à savoir la question de l’insertion de l’institution dans le tissu économique et politique, condition irréductible de sa survie. Cette problématique, abordée dès 2005 avec Le Droit d’entrer au musée, sera reprise en 2007 à partir de l’exemple concret du musée royal de Mariemont, présenté comme « capitale du don »,, avant d’être mise en contexte et discutée de façon méthodique en 2010 dans Le Musée hybride.
Le choix crucial qui s’impose au musée est celui de sa source de financement, car l’alternative n’est pas tenable entre l’option du « tout État », générateur - selon l'analyse donnée dans Le musée hybride - d’une fâcheuse dépendance de la culture vis-à-vis du pouvoir, et celle du « tout marché », qui fait courir le risque d’une dénaturation de la culture transformée en marchandise. De telles tensions apparaissent notamment lorsque le musée est amené à réfléchir sur ses politiques tarifaires, ou lorsqu'il est sommé de se prononcer sur la possible vente de son patrimoine (l'aliénation des collections).
François Mairesse rejette dos-à-dos ces deux solutions antithétiques et suggère une troisième voie, celle du don, dans le sillage du célèbre Essai sur le don (1923) de Marcel Mauss, insistant sur le fait que le don n’est pas d’abord un acte moralement vertueux né d’un élan de générosité, mais un mode d’échange conventionnel et symbolique (donner, recevoir, rendre) fondé sur d’autres règles que celles du marché.
Aucun de ces trois modes de financement ne pouvant se suffire à lui-même, Mairesse évoque, dans le Musée hybride, des combinaisons susceptibles de répondre à la complexité polymorphe de cette institution originale. D’où le recours au modèle mécanique de la « machine hybride », ce moteur qui, pour lutter contre l’entropie, ne se contente pas de faire appel à une source d’énergie extérieure comme le pétrole, mais produit lui-même une autre énergie, par exemple l’électricité, qui viendra dans certains cas se substituer à la première afin d’optimiser le rendement de l’ensemble.

## Publications
- Mairesse F., Le musée, temple spectaculaire, Lyon, Presses universitaires de Lyon, 2002, 215 p.
- Mairesse F., Missions et évaluation des musées - Une enquête à Bruxelles et en Wallonie, Paris, L’Harmattan, 2004, 239 p.
- Mairesse F., Recchia L., Hanot M. et Bruwier M.-C. (dir.), RTBF 50 ans - L’extraordinaire jardin de la mémoire, Morlanwelz, Musée royal de Mariemont, 2004, 178 et 211 p.
- Mairesse F., Fabrice Rochelandet., Economie des arts et de la culture, Paris, Armand Colin, 2005, 272 p.
- Mairesse F., Le droit d’entrer au musée, Bruxelles, Labor, 2005, 94 p.
- Mairesse F., Desvallées A. (dir.), Vers une redéfinition du musée, Paris, L’Harmattan, 2007, 227 p.
- Mairesse F., Mariemont capitale du don, Morlanwelz, Musée royal de Mariemont, 2007, 128 p.
- Deloche B., Mairesse F., Pourquoi (ne pas) aller au musée ? Lyon, Aléas, 2008, 271 p.
- Deloche B., Mairesse F., Nash S., Le musée non linéaire, traduction française du séminaire animé par M. McLuhan, H. Parker et J. Barzun, Lyon, Aléas, 2008.
- Vandevivere I., Conversation avec François Mairesse et Bernard Van den Driessche, Gerpinnes, Tandem, 2008, 78 p.
- Mairesse F. (dir.), L’inaliénabilité des collections de musée en question, Morlanwelz, Musée royal de Mariemont, 2009, 163 p.
- (en) Davis A., Desvallées A., Mairesse F. (dir.), What is a Museum ?, Munich, Verlag D. C. Müller-Straten, 2010, 218 p.
- Desvallées A., Mairesse F. (dir.), Concepts clés de muséologie, Paris, Armand Colin et ICOM, 87 p. Disponible sur le site Internet de l’ICOM (www.icom.museum)
- Mairesse F., Le Musée hybride, Paris, La Documentation française, 2010, 208 p.
- Desvallées A., Mairesse F. (dir.), Dictionnaire encyclopédique de muséologie, Paris, Armand Colin, 2011, 722 p.
- Chaumier S., Mairesse F., La médiation culturelle, Paris, Armand Colin, 2013, 275 p.
- Mairesse F., Le culte des musées, Bruxelles, Académie royale de Belgique, 2014, 130 p.
- Mairesse François (dir.), Voir la Joconde. Approches muséologiques, Paris, L’Harmattan (les cahiers de la médiation culturelle), 2014, 184 p.
- Camart C., Mairesse F., Prévost-Thomas C., Vessely P. (dir.), Les mondes de la médiation culturelle, Paris, L'Harmattan, 2015, 2 vol. 273 et 295 p.
- Barrère A., Mairesse F. (dir.), L’inclusion sociale. Les enjeux de la culture et de l’éducation, Paris, L'Harmattan (les cahiers de la médiation culturelle), 2015, 158 p.
- Mairesse F., Gestion de projets culturels. Conception, Mise en œuvre, Direction, Paris, Armand Colin (collection Cursus), 2016, 218 p.
- Mairesse François (dir.), Nouvelles tendances de la muséologie, Paris, La documentation française (Musées-Mondes), 2016, 246 p.
- Aboudrar B.N., Mairesse F., La médiation culturelle, Paris, Presses universitaires de France, coll. « Que sais-je ? », 2016, 128 p.
- Le Marec J., Mairesse F., Enquête sur les pratiques savantes ordinaires. Collectionnisme numérique et environnements matériels, Lormont, Le bord de l’eau, 2017, 138 p.
- Mairesse F., Monjaret A., (dir.), Accueillir et surveiller. Les métiers du gardien de musée, Paris, La documentation française, 2017, 235 p.
- Mairesse F. (dir.), Zbynĕk Z. Stránský et la muséologie. Une anthologie, Paris, L’Harmattan, 2019, 319 p.
- David G., Mairesse F., (dir.), Collectionneurs & Psyché. Ce que collectionner veut dire, Bruxelles, Bibliotheca Wittockiana, 2020, 107 p.
- Aboudrar B.N., Mairesse F., Martin L., Géopolitiques de la culture - L'artiste, le diplomate et l'entrepreneur, Paris, Armand Colin, 2021, 320 p.
- Mairesse F., Van Geert F., Écrire la muséologie. Méthodes de recherche, rédaction, communication, Paris, Presses Sorbonne Nouvelle, 2021, 170 p.
- La belle histoire aux origines de la nouvelle muséologie